# シプロヘプタジン
シプロヘプタジン（Cyproheptadine）は第一世代抗ヒスタミン薬の一つである。抗コリン作用、抗セロトニン作用、局所麻酔作用を持つ。商品名ペリアクチン。

## 効能・効果
皮膚疾患に伴う瘙痒（湿疹・皮膚炎、皮膚瘙痒症、薬疹）、蕁麻疹、血管運動性浮腫、枯草熱、アレルギー性鼻炎、血管運動性鼻炎、感冒等上気道炎に伴うくしゃみ・鼻汁・咳嗽 に用いられる。
- シプロヘプタジンはアレルギー反応、特に花粉症の治療に使用される[6]。血管運動性鼻炎や咽頭浮腫等の血管運動性の粘膜浮腫の治療にも用いられる。
- 心的外傷後ストレス障害に関連する悪夢の治療にも有効とされる[7][8]。
- 選択的セロトニン再取り込み阻害薬やモノアミン酸化酵素阻害薬といったセロトニン作動性（英語版）薬物による中等度から重度のセロトニン症候群[9][10][11]の治療にも使われる[12]。セロトニン産生カルチノイドでの血中セロトニン濃度上昇にも使用される[13][14]。
- 青少年の片頭痛予防対策にも使用できる[15][16][17][18][19]。豪州では、シプロヘプタジンが医薬品給付制度（英語版）（PBS）助成金の支給を受けている場合に限り使用される[12]。
- 選択的セロトニン再取り込み阻害薬による性機能障害[20]や薬剤性多汗症[21]を治療できる。
- 周期性嘔吐症（英語版）の治療にも使用される[22]
- 食欲を増進させるので、低体重の人々の体重を増加（英語版）させるのに有効である[23]。
- 小規模研究に拠ると、シプロヘプタジンは睡眠、平穏、機嫌、活動性を改善させ、抗精神病薬等の他の治療が充分に奏効しなかった患者の統合失調症の陽性症状と陰性症状の両方を改善することが明らかとなった[24]。
- シプロヘプタジンは抗精神病薬によるアカシジアの改善にも効果を示す[25]。
- シプロヘプタジンの臨床試験で、陰性症状の改善が見られた統合失調症患者への補助療法として使用された[26]。

## 禁忌
下記の患者には禁忌とされている。
- 緑内障のある患者
- 狭窄性胃潰瘍のある患者
- 幽門十二指腸閉塞のある患者
- 前立腺肥大等下部尿路に閉塞性疾患のある患者
- 気管支喘息の急性発作時の患者
- 新生児・低出生体重児
- 老齢の衰弱した患者
- 製剤成分に対し過敏症の既往歴のある患者

## 副作用
添付文書に記載されている重大な副作用は、錯乱、幻覚、痙攣、無顆粒球症である。5%以上の患者に眠気が現れる。
その他発現し得る副作用には、下記のものが挙げられる。
- 鎮静・眠気（多くの場合一過性）
- 眩暈
- 協調障害
- 混乱
- 鎮静
- 興奮
- 神経過敏
- 振戦
- 易刺激性
- 不眠
- 錯感覚
- 神経炎
- 痙攣
- 陶酔感
- 幻覚
- ヒステリー
- 脱力
- 発疹、浮腫等のアレルギー症状
- 発汗
- 蕁麻疹
- 光線過敏
- 急性内耳炎
- 複視
- 眩暈
- 耳鳴
- 低血圧
- 動悸
- 期外収縮
- アナフィラキシーショック
- 溶血性貧血
- 白血球減少症、無顆粒球症および血小板減少症等の血液疾患
- 胆汁鬱滞
- 下記等の肝障害
  - 肝炎
  - 黄疸
  - 肝不全
  - 肝機能異常
- 心窩部痛
- 口腔乾燥症
- 嘔気
- 嘔吐
- 下痢
- 下記等の抗コリン症状
  - 霧視
  - 便秘
  - 口渇
  - 頻拍
  - 尿閉
  - 排尿困難
  - 鼻閉
  - 鼻咽頭部乾燥
- 頻尿
- 早期月経
- 気管支分泌物増粘
- 胸部圧迫感喘鳴
- 疲労
- 悪寒
- 頭痛
- 食欲亢進
- 体重増加

8〜12mg/日×5日間の服用で成長ホルモンの分泌が抑制されることが示された。

### 過量投与
過量投与の対処法としては、胃洗浄や嘔吐誘発が推奨される。症状は通常、中枢神経抑制（時に中枢神経刺激）および過剰抗コリン効果である。マウスでのLD50は123mg/kg、ラットでは295mg/kgである。

## 作用機序
シプロヘプタジンは下記の各受容体の拮抗薬または逆作動薬として作用する。
| 受容体・輸送蛋白質 | 結合親和性（Ki[nM]）（特記無き場合はヒト受容体） |
| ------------------ | ------------------------------------------------ |
| SERT               | 4100 (RC)                                        |
| NET                | 290 (RC)                                         |
| 5-HT1A             | 59                                               |
| 5-HT2A             | 1.67                                             |
| 5-HT2B             | 1.54                                             |
| 5-HT2C             | 2.23                                             |
| 5-HT3              | 228 (MN)                                         |
| 5-HT6              | 142                                              |
| 5-HT7              | 123.01                                           |
| M1                 | 12                                               |
| M2                 | 7                                                |
| M3                 | 12                                               |
| M4                 | 8                                                |
| M5                 | 11.8                                             |
| D1                 | 117                                              |
| D2                 | 112                                              |
| D3                 | 8                                                |
| H1                 | 0.06                                             |
| H3                 | >10000                                           |
| H4                 | 201.5                                            |

略語：

RC - ラット

MN - NG108-15マウス

## 薬物動態学
シプロヘプタジンは経口投与での吸収率が高く、1〜3時間で最高血中濃度に達する。経口投与時の血中半減期は約8時間である。

## 獣医学領域での使用
シプロヘプタジンはネコの食欲刺激または気管支喘息の補助治療薬として使用される。副作用として、興奮および攻撃性が現れることがある。ネコでの半減期は約12時間である。
シプロヘプタジンをウマの下垂体中間部機能不全の治療に応用し、成功している。